# William Birch

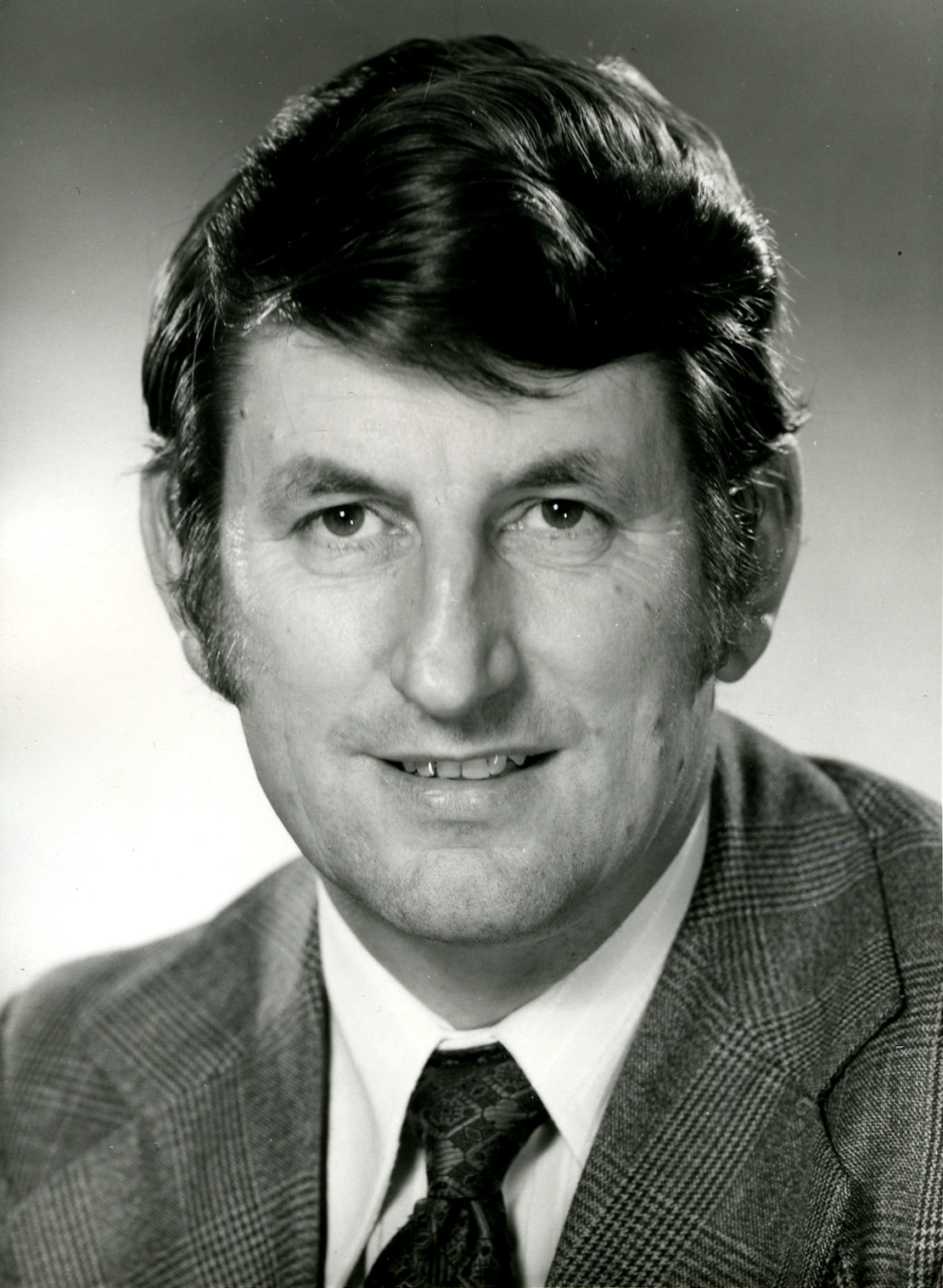
William Francis Birch, alias Bill Birch

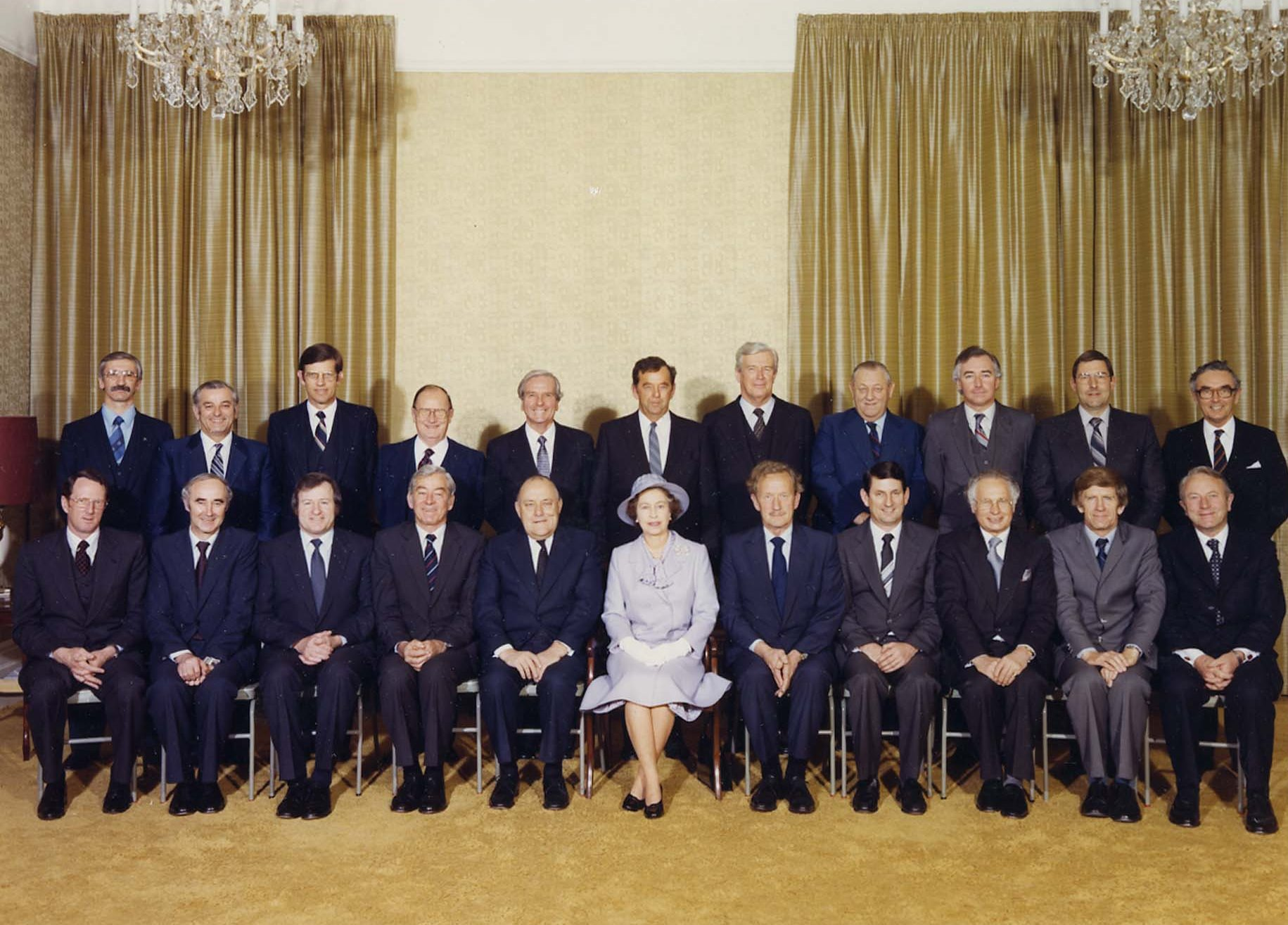
Bill Birch (1981) (1. Reihe, 4.v.r)
Kabinett von Robert Muldoon zusammen mit Queen Elizabeth

William Francis Birch (G.N.Z.M.), in der Öffentlichkeit unter dem Namen Bill Birch bekannt, (* 9. April 1934 in Hastings, Region Hawke’s Bay, Neuseeland) ist ein neuseeländischer Politiker der New Zealand National Party, Mitglied des New Zealand Parliament und Minister für verschiedene Ministerien.

## Frühes Leben
William Francis Birch wurde am 9. April 1934 in Hastings in der Region Hawke’s Bay geboren. Er besuchte das Hamilton Technical College in Hamilton und anschließend in Wellington die Wellington Technical Correspondence School. Er ließ sich zu einem Vermessungsingenieur ausbilden und eröffnete 1957 seine eigene Firma in Pukekohe, die er bis 1972 führte.

## Gesellschaftliches Engagement
Birch war 1962 Präsident der Organisation Pukekohe Jaycees, wurde Mitglied des Schulvorstands der Pukekohe High School und war Mitglied eines Studienteams der Rotary Group, die nach Übersee reisten.

## Politische Karriere
Von 1965 bis 1974 war er Mitglied des Pukekohe Borough Council, in dem er sechs Jahre lang die Position des stellvertretenden Bürgermeisters innen hatte.
1972 gewann er für die National Party den Wahlkreis Franklin, über den er ins New Zealand Parliament einziehen konnte. 1974 wurde er dort zum Junior Whip und ein Jahr später zum Senior Whip seiner Partei ernannt, als diese unter Robert Muldoon die Regierung übernahm. In dieser Regierungszeit übernahm er das Amt des Vorsitzenden im Public Expenditure Select Committee.
Zwischen 1978 und 1984 war er Minister für Energie, Minister für regionale Entwicklung, Minister für nationale Entwicklung und Minister für Wissenschaft und Technologie. Nach den Parlamentswahlen 1990 wurde er zum Minister für Arbeit, für staatliche Dienstleistungen und zum Minister für Einwanderung und Angelegenheiten der pazifischen Inseln ernannt. Auch war er für die Accident Compensation Corporation zuständig. Als Arbeitsminister war Birch für die Einführung des Employment Contracts Act 1991 verantwortlich. Nach einer Kabinettsumbildung im März 1993 wurde Birch zum Gesundheitsminister ernannt und übernahm nach den Parlamentswahlen des Jahres 1993 das Amt des Finanzministers.
Zur Parlamentswahl im Jahr 1999 trat Birch, nun 65-jährig, nicht mehr an.Quelle: 

## Gewonnene Wahlkreise
| Wahl- periode | Datum     | Wahlkreis    | Bemerkungen                                                                    |
| ------------- | --------- | ------------ | ------------------------------------------------------------------------------ |
| 37.           | 1972–1975 | Franklin     |                                                                                |
| 38.           | 1975–1978 | Franklin     |                                                                                |
| 39.           | 1978–1981 | Rangiriri    | neu geschaffen und ersetzte Teile der Wahlkreise Franklin und Raglan           |
| 40.           | 1981–1984 | Rangiriri    |                                                                                |
| 41.           | 1984–1987 | Franklin     | Wahlkreis wurde wiederhergestellt                                              |
| 42.           | 1987–1990 | Maramarua    | neu geschaffen und ersetzte Teile der Wahlkreise Franklin, Waikato und Hauraki |
| 43.           | 1990–1993 | Maramarua    |                                                                                |
| 44.           | 1993–1996 | Franklin     | Wahlkreis wurde wiederhergestellt                                              |
| 45.           | 1996–1999 | Port Waikato | neu geschaffen und ersetzte Teile der Wahlkreise Franklin, Raglan und Waikato  |

Quelle: flickr

## Familie
William Francis Birch ist verheiratet und hate vier Kinder.

## Ehrungen
- 1999 – Knight Grand Companion of the New Zealand Order of Merit für seine Verdienste als Mitglied des New Zealand Parliament und als Minister für verschiedene Ministerien.[3]